# Asunto de la isla de Palmas
El Asunto de la isla de Palmas fue una disputa territorial entre Países Bajos y Estados Unidos resuelta por la Corte Permanente de Arbitraje en 1928. La isla de Palmas, o Miangas (en idioma indonesio Pulau Miangas) fue declarada parte de las Indias Orientales Neerlandesas, y ahora forman parte de Indonesia.
La isla estuvo inicialmente bajo control español tras la llegada de García de Loaisa, marinero y explorador español, en octubre de 1526. Tras la guerra hispano-estadounidense, a través del Tratado de París de 1898 se transfirió el control de las Filipinas a Estados Unidos, quienes reivindicaron la soberanía sobre las Islas de las Palmas (también conocidas como Miangas).
El 23 de enero de 1925, los Países Bajos y los Estados Unidos llevaron el caso a la Corte Permanente de Arbitraje de La Haya en un Acuerdo Especial dirigido por el juez suizo Max Huber, y el 4 de abril de 1928, Huber dictaminó que la isla "forma una parte integral del territorio de los Países Bajos". Tras la independencia, Indonesia recibió el territorio.
El asunto es uno de los casos más influyentes en materia de territorios disputados. También sirve de fuente influyente en el análisis de la doctrina de inter-temporalidad (tempus regit actum) en derecho internacional público.